# Carmópolis
Carmópolis is een gemeente in de Braziliaanse deelstaat Sergipe. De gemeente telt 12.610 inwoners (schatting 2009).

## Verkeer en vervoer
De plaats ligt aan de noord-zuidlopende weg BR-101 tussen Touros en São José do Norte.

## Geboren
- Victor Andrade (1995), voetballer